# Wallen van Tholen

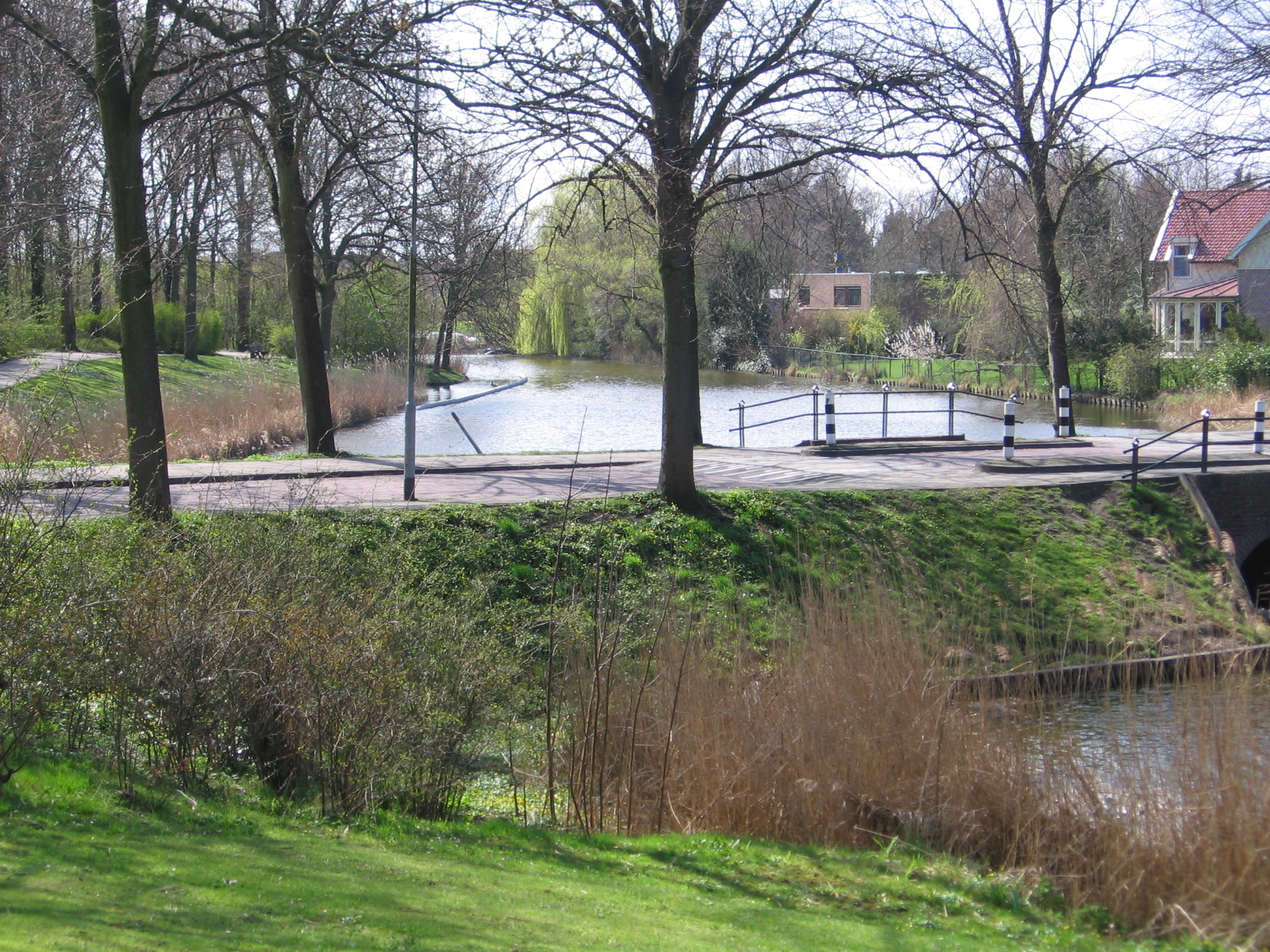
Plantsoen op de wallen van Tholen

De wallen van Tholen zijn de voormalige verdedigingswerken van de stad Tholen in de Nederlandse provincie Zeeland.
De aanleg van de vestingwerken begon in 1603. Deze maakten deel uit van de Linie van de Eendracht en waren gericht tegen de Spaanse troepen. De vestingwerken bestonden uit wallen en grachten en zeven bastions.
De vestingen deden na de Tachtigjarige Oorlog nog enige dienst bij de Spaanse Successieoorlog en de Oostenrijkse Successieoorlog. In 1814 werd de vesting Tholen opgeheven. Aan de zuidzijde was in 1789 al een deel omgevormd tot een zogenaamd slingerbosje, en in 1835 werd hier een stadsplantsoen aangelegd, ontworpen door A. Moens van Blois.
Tussen 1844 en 1888 werden de vestingwerken geslecht om vervangen te worden door plantsoenen, en werd een zogeheten Zwitserse wandeling gerealiseerd: een wandeling met hoogteverschillen naar ontwerp van Pieter Schuppens. Dit alles geschiedde uit het oogpunt van werkverschaffing en om de wat beter gesitueerden van een wandelgebied te voorzien. Daarnaast brachten de stenen van de te slechten stadspoorten en muurwerken geld op.
Einde 19e eeuw werd een deel van het voorheen militaire gebied bebouwd. Onder meer de straatnamen Kruittorenstraat en Bolwerk herinneren aan de voormalige vesting.
In 1997 werden de bastions en de tussenliggende courtines geklasseerd als rijksmonument.
Op de wallen van Tholen bevindt zich de windmolen De Hoop.